# Episodi di Le leggendarie imprese di Wyatt Earp (seconda stagione)
pal

La seconda stagione della serie televisiva Le leggendarie imprese di Wyatt Earp è andata in onda negli Stati Uniti dal 18 agosto 1956 al 4 giugno 1957 sulla ABC.
| nº | Titolo originale                | Prima TV USA      | Titolo italiano | Prima TV Italia |
| -- | ------------------------------- | ----------------- | --------------- | --------------- |
| 1  | Wichita is Civilized            | 18 agosto 1956    |                 |                 |
| 2  | Dodge City Gets a New Marshal   | 4 settembre 1956  |                 |                 |
| 3  | Fight or Run                    | 11 settembre 1956 |                 |                 |
| 4  | The Double Life of Dora Hand    | 18 settembre 1956 |                 |                 |
| 5  | Clay Allison                    | 25 settembre 1956 |                 |                 |
| 6  | Wyatt's Love Affair             | 2 ottobre 1956    |                 |                 |
| 7  | A Quiet Day in Dodge City       | 9 ottobre 1956    |                 |                 |
| 8  | The Almost Dead Cowhand         | 20 ottobre 1956   |                 |                 |
| 9  | The Reformation of Jim Kelley   | 30 ottobre 1956   |                 |                 |
| 10 | So Long, Dora, So Long          | 13 novembre 1956  |                 |                 |
| 11 | Bat Masterson Wins His Star     | 20 novembre 1956  |                 |                 |
| 12 | The Lonesomest Man in the World | 27 novembre 1956  |                 |                 |
| 13 | Take Back Your Town             | 4 dicembre 1956   |                 |                 |
| 14 | Nineteen Notches on His Gun     | 11 dicembre 1956  |                 |                 |
| 15 | The Hanging Judge               | 18 dicembre 1956  |                 |                 |
| 16 | Justice                         | 25 dicembre 1956  |                 |                 |
| 17 | Shootin' Woman                  | 1º gennaio 1957   |                 |                 |
| 18 | The Man Who Rode With Custer    | 8 gennaio 1957    |                 |                 |
| 19 | Wyatt and the Captain           | 15 gennaio 1957   |                 |                 |
| 20 | Witness for the Defense         | 22 gennaio 1957   |                 |                 |
| 21 | The Sharpshooter                | 29 gennaio 1957   |                 |                 |
| 22 | Siege at Little Alamo           | 5 febbraio 1957   |                 |                 |
| 23 | Vengeance Trail                 | 12 febbraio 1957  |                 |                 |
| 24 | Command Performance             | 19 febbraio 1957  |                 |                 |
| 25 | They Hired Some Guns            | 26 febbraio 1957  |                 |                 |
| 26 | Bat Masterson for Sheriff       | 3 marzo 1957      |                 |                 |
| 27 | Hang 'Em High                   | 12 marzo 1957     |                 |                 |
| 28 | The Vultures                    | 19 marzo 1957     |                 |                 |
| 29 | Young Gun                       | 26 marzo 1957     |                 |                 |
| 30 | The Nice Ones Always Die First  | 2 aprile 1957     |                 |                 |
| 31 | Old Jake                        | 9 aprile 1957     |                 |                 |
| 32 | The Equalizer                   | 16 aprile 1957    |                 |                 |
| 33 | Wyatt Meets Doc Holliday        | 23 aprile 1957    |                 |                 |
| 34 | Beautiful Friendship            | 30 aprile 1957    |                 |                 |
| 35 | Dull Knife Strikes for Freedom  | 7 maggio 1957     |                 |                 |
| 36 | The Gold Brick                  | 14 maggio 1957    |                 |                 |
| 37 | The Wicked Widow                | 21 maggio 1957    |                 |                 |
| 38 | They Think They're Immortal     | 28 maggio 1957    |                 |                 |
| 39 | The Time for All Good Men       | 4 giugno 1957     |                 |                 |

## Wichita is Civilized
- Prima televisiva: 18 agosto 1956
- Diretto da: Frank McDonald
- Soggetto di: Frederick Hazlitt Brennan

### Trama
- Guest star: John Doucette (Ollie Taylor), Carol Thurston (Mrs. Mildred Taylor), Damian O'Flynn (Mannon Clemets), Don Haggerty (Marsh Murdock), Sam Flint (giudice Jewett), Holly Bane (Jack Mento), Bill Coontz (attaccabrighe / Henchman), Michael Jeffers (membro linciaggio), Ray Kellogg (Deputy Ollie), Jimmy Noel (attaccabrighe / Henchman), Buddy Roosevelt (cittadino / Henchman), Phil Schumacher (attaccabrighe / Diner Patron), Fred Sherman (Tommy, Tailor), Jack Stoney (membro linciaggio)

## Dodge City Gets a New Marshal
- Prima televisiva: 4 settembre 1956
- Diretto da: Frank McDonald
- Scritto da: Frederick Hazlitt Brennan

### Trama
- Guest star: Harry Tyler (Pete Bradshaw), Nelson Leigh (sindaco Hoover), Robert Fortier (sceriffo Charlie Bassett), Don Kennedy (Deputy Bill Tillman), Paul Brinegar (Jim "Dog" Kelley), Selmer Jackson (consigliere), Archie Butler (Main Street Gunman), Bill Coontz (Gunman at Shootout), Reed Howes (Gunman at Shootout), Ethan Laidlaw (Main Street Gunman), Fred McDougall (Deputized cittadino), Jimmy Noel (Main Street Gunman), Buddy Roosevelt (Shooter in Window), Phil Schumacher (Gunman at Shootout), Brick Sullivan (Deputized Townsman)

## Fight or Run
- Prima televisiva: 11 settembre 1956
- Diretto da: Frank McDonald
- Soggetto di: Frederick Hazlitt Brennan

### Trama
- Guest star: Paul Brinegar (Jim "Dog" Kelley), William Tannen (Deputy Hal Norton), Selmer Jackson (sindaco Hoover), Russ Bender (Deacon), Joseph Waring (Pete), Stanley Blystone (frequentatore bar), Ethan Laidlaw (Big T Man), Philo McCullough (consigliere), Bob Reeves (Big T Man), Buddy Roosevelt (cittadino)

## The Double Life of Dora Hand
- Prima televisiva: 18 settembre 1956

### Trama
- Guest star: Paul Brinegar (Jim "Dog" Kelley), Tyler McVey (maggiore Paxton), William Tannen (Deputy Hal Norton), Gil Perkins (TBD), Margaret Hayes (Dora Hand), Archie Butler (Railroad Worker), Ethan Laidlaw (Mr. Frome), Frank Mills (barista), Jimmy Noel (Railroad Worker), Buddy Roosevelt (Railroad Worker), Phil Schumacher (attaccabrighe)

## Clay Allison
- Prima televisiva: 25 settembre 1956
- Diretto da: Frank McDonald
- Soggetto di: Frederick Hazlitt Brennan

### Trama
- Guest star: Myron Healey (Clay Allison), Charles Fredericks (Pete Albright), Paul Brinegar (Jim "Dog" Kelley), Ralph Peters (TBD), Joyce Rogers (TBD), William Tannen (Deputy Hal Norton)

## Wyatt's Love Affair
- Prima televisiva: 2 ottobre 1956
- Diretto da: Frank McDonald
- Soggetto di: Frederick Hazlitt Brennan

### Trama
- Guest star: Nancy Hale (Sally Fabian), Gordon Richards (giudice Fabian), George Holmes (Driver), Paul Brinegar (Jim "Dog" Kelley), Charles Fredericks (Pete Albright), William Tannen (Deputy Hal Norton), Holly Bane (Rakel Henchman), Archie Butler (cittadino), Ethan Laidlaw (cowboy), Wayne Mallory (Deputy), Frank Mills (barista), Jimmy Noel (cowboy), Bob Reeves (cowboy), Buddy Roosevelt (cowboy), Phil Schumacher (cowboy), Brick Sullivan (Deputy Sullivan), Herb Vigran (Rakle)

## A Quiet Day in Dodge City
- Prima televisiva: 9 ottobre 1956
- Diretto da: Frank McDonald
- Soggetto di: Frederick Hazlitt Brennan

### Trama
- Guest star: Brad Morrow (Toby), Donald Curtis (Jensen), Paul Brinegar (Jim "Dog" Kelley), Selmer Jackson (sindaco Hoover), Jean Harvey (Sarah), Syd Saylor (TBD), Yvette Vickers (TBD)

## The Almost Dead Cowhand
- Prima televisiva: 20 ottobre 1956
- Diretto da: Frank McDonald
- Soggetto di: Frederick Hazlitt Brennan

### Trama
- Guest star: Christian Drake (Thad Milburn), Paul Brinegar (Jim "Dog" Kelley), Camile Franklin (Joyce), Ray Kellogg (Deputy Ollie), Sam Flint (Ruger), Michael Bryant (Chalk Benson), William Tannen (Deputy Hal Norton), Tex Palmer (giocatore di carte), Wes Hudman (colonnello Davies), Al Haskell (barista), Frank Mills (barista), Jimmy Noel (cowboy)

## The Reformation of Jim Kelley
- Prima televisiva: 30 ottobre 1956
- Diretto da: Frank McDonald
- Soggetto di: Frederick Hazlitt Brennan

### Trama
- Guest star: Paul Brinegar (Jim "Dog" Kelley), Ralph Sanford (McGuire), Charles Fredericks (Pete Albright), Selmer Jackson (sindaco Hoover), William Tannen (Deputy Hal Norton), Ralph Peters (Soapie), Margaret Hayes (Dora Hand), Bill Coontz (cowboy), Ethan Laidlaw (frequentatore bar), Jimmy Noel (Cowhand Running in Bar), Buddy Roosevelt (frequentatore bar)

## So Long, Dora, So Long
- Prima televisiva: 13 novembre 1956
- Diretto da: Frank McDonald
- Soggetto di: Frederick Hazlitt Brennan

### Trama
- Guest star: Paul Brinegar (Jim "Dog" Kelley), Joe Turkel (Bob Reliance), Selmer Jackson (sindaco Hoover), William Tannen (Deputy Hal Norton), Margaret Hayes (Dora Hand)

## Bat Masterson Wins His Star
- Prima televisiva: 20 novembre 1956
- Diretto da: Frank McDonald
- Scritto da: Frederick Hazlitt Brennan

### Trama
- Guest star: Alan Dinehart (Bat Masterson), Kasey Rogers (Nellie Wright), Charles H. Gray (TBD), Billy Nelson (TBD), Sam Flint (giudice Jewett), Harry Lauter (TBD), William Tannen (Deputy Hal Norton), George J. Lewis (Dave Pollock

## The Lonesomest Man in the World
- Prima televisiva: 27 novembre 1956
- Diretto da: Frank McDonald
- Soggetto di: Frederick Hazlitt Brennan

### Trama
- Guest star: Alan Dinehart (Bat Masterson), Harry Harvey, Jr. (TBD), Howard Negley (TBD), Charles Martin (Billy Jordan), Michael Bryant (TBD), Selmer Jackson (sindaco Hoover), Helen Gilbert (Sharlene), Kenne Duncan (TBD), William Tannen (Deputy Hal Norton)

## Take Back Your Town
- Prima televisiva: 4 dicembre 1956
- Diretto da: Frank McDonald
- Soggetto di: Frederick Hazlitt Brennan

### Trama
- Guest star: Alan Dinehart (Bat Masterson), Henry Rowland (George Morris), William Phipps (Curly Bill Brocius), Selmer Jackson (sindaco Hoover), Michael Bryant (TBD), Bob J. Human (Deputy)

## Nineteen Notches on His Gun
- Prima televisiva: 11 dicembre 1956
- Diretto da: Frank McDonald
- Soggetto di: Frederick Hazlitt Brennan

### Trama
- Guest star: Alan Dinehart (Bat Masterson), Gregg Barton (Dutch Henry), Rick Vallin (Mort Newcomb), Robert Filmer (TBD), Jerome M. Sheldon (TBD)

## The Hanging Judge
- Prima televisiva: 18 dicembre 1956
- Diretto da: Frank McDonald
- Soggetto di: Frederick Hazlitt Brennan

### Trama
- Guest star: Alan Dinehart (Bat Masterson), Damian O'Flynn (giudice Tobin), Lewis Charles (Five Spot Finley), Don C. Harvey (Pete Anders), Terry Frost (Benton)

## Justice
- Prima televisiva: 25 dicembre 1956
- Diretto da: Frank McDonald
- Soggetto di: Frederick Hazlitt Brennan

### Trama
- Guest star: Alan Dinehart (Bat Masterson), Rico Alaniz (Mr. Cousin), Rodd Redwing (Mr. Brother), Kenneth Alton (Dull Knife), Selmer Jackson (sindaco Hoover), Dan White (TBD), John Close (Miller), Don Diamond (Stevens), Keith Richards (Dort), Charles Fredericks (Pete Albright), Bill Coontz (Little Wolf), Reed Howes (cittadino), Michael Jeffers (Deputy), Ethan Laidlaw (cittadino in Office), Rory Mallinson (Mr. Kenton), Jimmy Noel (cittadino in Office), Earl Parker (cittadino in Office), Buddy Roosevelt (Mr. Jamison), Brick Sullivan (Deputy Harry)

## Shootin' Woman
- Prima televisiva: 1º gennaio 1957
- Diretto da: Frank McDonald
- Soggetto di: Frederick Hazlitt Brennan

### Trama
- Guest star: Ellen Corby (Mrs. McGill), Carol Nugent (Effie McGill), Alan Dinehart (Bat Masterson), Alan Wells (Hap Dorsett), Bill Baucom (Perkins), Holly Bane (Hogan), Paul Gary (Lacey), Buddy Roosevelt (frequentatore bar)

## The Man Who Rode With Custer
- Prima televisiva: 8 gennaio 1957
- Diretto da: Frank McDonald
- Soggetto di: Frederick Hazlitt Brennan

### Trama
- Guest star: Alan Dinehart (Bat Masterson), Steve Pendleton (TBD), Rico Alaniz (Mr. Cousin), Rodd Redwing (Mr. Brother), Bill Pullen (Johnson), Mauritz Hugo (Ellidge), Emlen Davies (capitano Frederick Benteen)

## Wyatt and the Captain
- Prima televisiva: 15 gennaio 1957
- Diretto da: Frank McDonald
- Soggetto di: Maurice Tombragel

### Trama
- Guest star: James Seay (Brook), Ron Kennedy (sergente Craig), Robert Ellis (soldato Crenshaw), Harry Harvey (Whittle), John Damler (TBD), Tristram Coffin (TBD), Lyn Guild (TBD), Iron Eyes Cody (Native American)

## Witness for the Defense
- Prima televisiva: 22 gennaio 1957
- Diretto da: Frank McDonald
- Soggetto di: Frederick Hazlitt Brennan

### Trama
- Guest star: Denver Pyle (Ben Thompson), William Henry (Riggs Miller), Damian O'Flynn (giudice Tobin), Vicki Raaf (Marcia), William Tannen (Deputy Hal Norton)

## The Sharpshooter
- Prima televisiva: 29 gennaio 1957
- Diretto da: Frank McDonald
- Soggetto di: Frederick Hazlitt Brennan

### Trama
- Guest star: Trevor Bardette (Rule Hawes), Elizabeth Harrower (Mrs. Hamble), Susan Seaforth Hayes (Annie May Hamble), Selmer Jackson (sindaco Hoover), Alan Dinehart (Bat Masterson), Henry Rowland (George Morris)

## Siege at Little Alamo
- Prima televisiva: 5 febbraio 1957
- Diretto da: Frank McDonald
- Soggetto di: Frederick Hazlitt Brennan

### Trama
- Guest star: Alan Dinehart (Bat Masterson), Peter Mamakos (Mr. Eckart), William Phipps (Curly Bill Brocius), John Hiestand (Mr. Jones), Jeanne Baird (Daughter), Ella Ethridge (madre), Tom Monroe (Johnny Ringo), Forrest Taylor (Todd), Hank Patterson (Dunbar), Bill Coontz (membro della banda), Ethan Laidlaw (membro della banda), Jimmy Noel (membro della banda), Tex Palmer (Posse Member), Jack Parker (membro della banda), Buddy Roosevelt (conducente della diligenza / Gang Member), Jerry Schumacher (membro della banda), George Sowards (Posse Member), Bob Woodward (membro della banda)

## Vengeance Trail
- Prima televisiva: 12 febbraio 1957
- Diretto da: Frank McDonald
- Soggetto di: Daniel B. Ullman

### Trama
- Guest star: Jan Merlin (Fred Colby), Charles Evans (Jake Antrim), Jan Englund (Joanne Antrim), Michael Vallon (Mathew Watkins), William Tannen (Deputy Hal Norton), Leo Penn (Burleigh), Bill Coontz (frequentatore bar), Ethan Laidlaw (cittadino), Frank Mills (barista), Jimmy Noel (frequentatore bar), Buddy Roosevelt (cittadino), Phil Schumacher (frequentatore bar), Jack Tornek (cittadino)

## Command Performance
- Prima televisiva: 19 febbraio 1957
- Diretto da: Frank McDonald
- Soggetto di: Daniel B. Ullman

### Trama
- Guest star: Lloyd Corrigan (Ned Buntline), Ray Kellogg (Buffalo Bill Cody), Steve Rowland (Prince Karl), William Tannen (Deputy Hal Norton), Harry Fleer (Horner), Rex Lease (Cagle), Bill Coontz (giocatore di poker), Ethan Laidlaw (Poker Game Spectator), Zon Murray (Mack), Jimmy Noel (giocatore di poker), Buddy Roosevelt (Horseman), Phil Schumacher (giocatore di poker)

## They Hired Some Guns
- Prima televisiva: 26 febbraio 1957

### Trama
- Guest star: Alan Dinehart (Bat Masterson), Howard Wendell (Mike Teague), Lane Chandler (Dan Woodruff), Selmer Jackson (sindaco Jackson), Damian O'Flynn (giudice Tobin), Aline Towne (Amelia Woodruff), Art Millan (Tom Pickett), Bill Coontz (Gunman), Ethan Laidlaw (Gunman), Fred McDougall (Gunman), Frank Mills (Frankie), Jimmy Noel (Gunman), Earl Parker (Gunman), Phil Schumacher (Gunman)

## Bat Masterson for Sheriff
- Prima televisiva: 3 marzo 1957

### Trama
- Guest star: Alan Dinehart (Bat Masterson), James Lanphier (Jerry Lanphere), Jean Howell (Alma Drew), Butler Hixon (senatore Drew), Joseph Waring (Gunman), Syd Saylor (Frog Face), Bill Coontz (cittadino), Ethan Laidlaw (cittadino), Philo McCullough (cittadino), Fred McDougall (cittadino), Frank Mills (barista), Jimmy Noel (cittadino), Earl Parker (cittadino), Buddy Roosevelt (Mr. Simpson), Phil Schumacher (cittadino), William Tannen (Deputy Hal Norton), Jack Tornek (cittadino)

## Hang 'Em High
- Prima televisiva: 12 marzo 1957

### Trama
- Guest star: Alan Dinehart (Bat Masterson), Darryl Hickman (Dal Royal), Damian O'Flynn (giudice Tobin), Toni Gerry (Alice Hendricks), Carleton Young (giudice Smith), Charles Fredericks (Pete Albright), Archie Butler (White Cap), Bill Coontz (White Cap), Ethan Laidlaw (White Cap), Tom London (Jacob), Fred McDougall (Deputy at Hanging), Frank Mills (barista), Jimmy Noel (Hanging Spectator), Earl Parker (Man at Trial), Buddy Roosevelt (Man at Trial), Brick Sullivan (Deputy at Hanging), Jack Tornek (Hanging Spectator)

## The Vultures
- Prima televisiva: 19 marzo 1957

### Trama
- Guest star: Stacy Harris (Sam Rolfe), Lane Bradford (Dave Ritchie), Mort Mills (Sam Watts), Richard Avonde (Lawrence Younger), Helen Warno (Allie Younger), Gordon Clark (Henry Brown), Claudia Bryar (Mrs. Brown), Archie Butler (cittadino), Lester Dorr (cittadino), Ethan Laidlaw (cittadino), Cherokee Landrum (cittadino), Tom London (Stableman), Fred McDougall (cittadino), Jimmy Noel (cittadino), Earl Parker (cittadino), Buddy Roosevelt (cittadino), Jerry Schumacher (cittadino)

## Young Gun
- Prima televisiva: 26 marzo 1957

### Trama
- Guest star: Ralph Reed (Jimmy Craig), Russ Bender (Hanford Craig), Frank Fenton (Ed Beatty), William Tannen (Deputy Hal Norton), Archie Butler (cittadino), Bill Coontz (cittadino), Ethan Laidlaw (Cade), Frank Mills (barista), Jimmy Noel (cittadino), Earl Parker (cittadino), Phil Schumacher (cittadino)

## The Nice Ones Always Die First
- Prima televisiva: 2 aprile 1957

### Trama
- Guest star: Brad Johnson (Ed Masterson), Alan Dinehart (Bat Masterson), John Cliff (Jack Wagner), Zon Murray (Alf Wagner), Gary Gray (The Kid), John Mitchum (Jake Stevens), Bill Coontz (attaccabrighe), Leonard P. Geer (Drunk), Michael Jeffers (impiegato dell'hotel), Ethan Laidlaw (attaccabrighe), Jimmy Noel (frequentatore bar), Earl Parker (cittadino), Bob Reeves (frequentatore bar), Buddy Roosevelt (cittadino), George Sowards (cittadino), Kelly Thordsen (Dooley Grogan)

## Old Jake
- Prima televisiva: 9 aprile 1957

### Trama
- Guest star: Francis McDonald (Jake Caster), Carol Thurston (Mrs. McCafferty), Ewing Mitchell (sergente McCafferty), George Davis (sergente McCafferty), Bob Cunningham (soldato), Bill Catching (Deputy), Fred McDougall (soldato), Ethan Laidlaw (Deputy), Jimmy Noel (Deputy), Earl Parker (soldato), Jack Parker (Deputy), Buddy Roosevelt (Deputy), Phil Schumacher (Deputy), George Sowards (cittadino), William Tannen (Deputy Hal Norton)

## The Equalizer
- Prima televisiva: 16 aprile 1957

### Trama
- Guest star: Elisha Cook, Jr. (Guns McCallum), Paul Brinegar (Jim "Dog" Kelley), John Pickard (John Ringgold), Lynn Millan (Martha McCallum), Phil Schumacher (frequentatore bar), Archie Butler (frequentatore bar), Ethan Laidlaw (cittadino), Jimmy Noel (frequentatore bar), Earl Parker (cittadino), Bob Reeves (cittadino), Buddy Roosevelt (cittadino)

## Wyatt Meets Doc Holliday
- Prima televisiva: 23 aprile 1957

### Trama
- Guest star: Douglas Fowley (Doc Holliday), Carol Stone (Kate Holliday), Don Diamond (Jack Shanessy), Frank J. Scannell (Tim Riley), John Cason (Mike Roarke), Bill Catching (membro della banda), Snub Pollard (frequentatore bar), Frank Richards (Skunky Grimes), Milan Smith (membro della banda), Jack Stoney (frequentatore bar), Bob Woodward (membro della banda)

## Beautiful Friendship
- Prima televisiva: 30 aprile 1957

### Trama
- Guest star: Douglas Fowley (Doc Holliday), Carol Stone (Kate Holliday), Alan Dinehart (Bat Masterson), Damian O'Flynn (giudice Tobin), William Tannen (Deputy Hal Norton), Henry Rowland (George Morris), William Phipps (Curly Bill Brocius), Paul Brinegar (Jim "Dog" Kelley), Dennis Moore (Frank Loving), Bill Coontz (Morris Henchman), Frank Hagney (cowboy), Michael Jeffers (Deputy Mike), Ethan Laidlaw (frequentatore bar), Jimmy Noel (Morris Henchman), Earl Parker (barista), Bob Reeves (spettatore della corte), George Sowards (barista)

## Dull Knife Strikes for Freedom
- Prima televisiva: 7 maggio 1957

### Trama
- Guest star: Ian MacDonald (Dull Knife), Alan Dinehart (Bat Masterson), Paul Fierro (Little Wolf), Steve Pendleton (maggiore Benteen), Rico Alaniz (Mr. Cousin), Alex Montoya (Mr. Brother), Bill Cassady (caporale Jordan), George Baxter (giudice), Bill Coontz (Indian Courtroom Spectator), Ethan Laidlaw (spettatore della corte), Fred McDougall (Indian), Troy Melton (Little Bear), Jimmy Noel (spettatore della corte), Earl Parker (Deputy), Buddy Roosevelt (Indian), Brick Sullivan (Deputy)

## The Gold Brick
- Prima televisiva: 14 maggio 1957

### Trama
- Guest star: Douglas Fowley (Doc Holliday), Carol Stone (Kate Holliday), Paul Brinegar (Jim "Dog" Kelley), George Eldredge (Homer Blythe), John Eldredge (Mr. Lennahan), Glenn Strange (Jenner), Stanley Clements (Weasel Finnegan), Harry Antrim (Newt Hamilton), Bill Coontz (rapinatore di banche), Dee Cooper (cittadino), Herman Hack (cittadino), Ethan Laidlaw (frequentatore bar), Jimmy Noel (cittadino), Buddy Roosevelt (cittadino), George Sowards (frequentatore bar), Jack Stoney (cittadino)

## The Wicked Widow
- Prima televisiva: 21 maggio 1957

### Trama
- Guest star: Gloria Saunders (Myra Malone), Tom Palmer (Ted Styles), Lyn Guild (Nettie Barnes), William Tannen (Deputy Hal Norton), Paul Dubov (Tobe Larson), Bill Coontz (membro della banda), Ethan Laidlaw (cittadino), Jimmy Noel (cittadino), Brick Sullivan (Deputy)

## They Think They're Immortal
- Prima televisiva: 28 maggio 1957

### Trama
- Guest star: Douglas Fowley (Doc Holliday), Ray Boyle (Morgan Earp), Paul Brinegar (Jim "Dog" Kelley), John Pickard (John Ringgold), William Tannen (Deputy Hal Norton), William Phipps (Curly Bill Brocius), Bill Coontz (Big T Man), Michael Jeffers (cittadino), I. Stanford Jolley (Jim Perkins), Ethan Laidlaw (Big T Man), Jimmy Noel (Big T Man), Bob Reeves (cittadino), Buddy Roosevelt (conducente della diligenza), George Sowards (cittadino), Brick Sullivan (Deputy), Frank Sully (Mr. Miller), Jack Tornek (cittadino)

## The Time for All Good Men
- Prima televisiva: 4 giugno 1957

### Trama
- Guest star: Douglas Fowley (Doc Holliday), Carol Stone (Kate Holliday), Denver Pyle (Ben Thompson), Phillip Pine (John Wesley Hardin), Holly Bane (Clay Allison), Alan Dinehart (Bat Masterson), Kem Dibbs (Mannen Clements), Richard Devon (Rance Purcell), Grant Withers (Gus Andrews), X Brands (cowboy Warning Doc), Bill Coontz (Big T Man), Ethan Laidlaw (Big T Man Shooting Flag), Fred McDougall (Big T Man), Jimmy Noel (Big T Man), Earl Parker (barista), Kelly Thordsen (Big T Man)